# Lijst van voetbalinterlands Burkina Faso - Guinee-Bissau
Deze lijst van voetbalinterlands is een overzicht van alle officiële voetbalwedstrijden tussen de nationale teams van Burkina Faso en Guinee-Bissau. De West-Afrikaanse landen speelden tot op heden vier keer tegen elkaar. De eerste ontmoeting, een groepswedstrijd tijdens de Afrika Cup 2017, werd gespeeld in Franceville (Gabon) op 22 januari 2017. Het laatste duel, een kwalificatiewedstrijd voor het Wereldkampioenschap voetbal 2026, vond plaats op 24 maart 2025 in Bissau.

## Wedstrijden
| № | Plaats           | Datum            | Competitie           | Wedstrijd                    | Uitslag |
| - | ---------------- | ---------------- | -------------------- | ---------------------------- | ------- |
| 1 | Franceville      | 22 januari 2017  | Afrika Cup 2017      | Guinee-Bissau − Burkina Faso | 0 − 2   |
| 2 | Limeil-Brévannes | 22 maart 2018    | Vriendschappelijk    | Guinee-Bissau − Burkina Faso | 0 − 2   |
| 3 | Marrakesh        | 17 november 2023 | WK 2026 kwalificatie | Burkina Faso − Guinee-Bissau | 1 − 1   |
| 4 | Bissau           | 24 maart 2025    | WK 2026 kwalificatie | Guinee-Bissau − Burkina Faso | 1 − 2   |

## Samenvatting
| Competitie        | Totaal gespeeld | Winst Burkina Faso | Gelijk | Winst Guinee-Bissau | Doelsaldo Burkina Faso – Guinee-Bissau |
| ----------------- | --------------- | ------------------ | ------ | ------------------- | -------------------------------------- |
| WK-kwalificatie   | 2               | 1                  | 1      | 0                   | 3 − 2                                  |
| Afrika Cup        | 1               | 1                  | 0      | 0                   | 2 − 0                                  |
| Vriendschappelijk | 1               | 1                  | 0      | 0                   | 2 − 0                                  |
| Totaal            | 4               | 3                  | 1      | 0                   | 7 − 2                                  |

Wedstrijden bepaald door strafschoppen worden, in lijn met de FIFA, als een gelijkspel gerekend.